# Synagogenbezirk Neuwied
Der Synagogenbezirk Neuwied mit Sitz in Neuwied, heute eine Stadt im Landkreis Neuwied im nördlichen Rheinland-Pfalz, wurde nach dem Preußischen Judengesetz von 1847 geschaffen. 
Im Jahr 1864 gehörte zum Synagogenbezirk neben Neuwied auch Heddesdorf und Irlich. 1894 kamen die in Fahr, Hüllenberg, Rockenfeld und Rodenbach lebenden jüdischen Personen hinzu.